# Diocesi di Anemurio

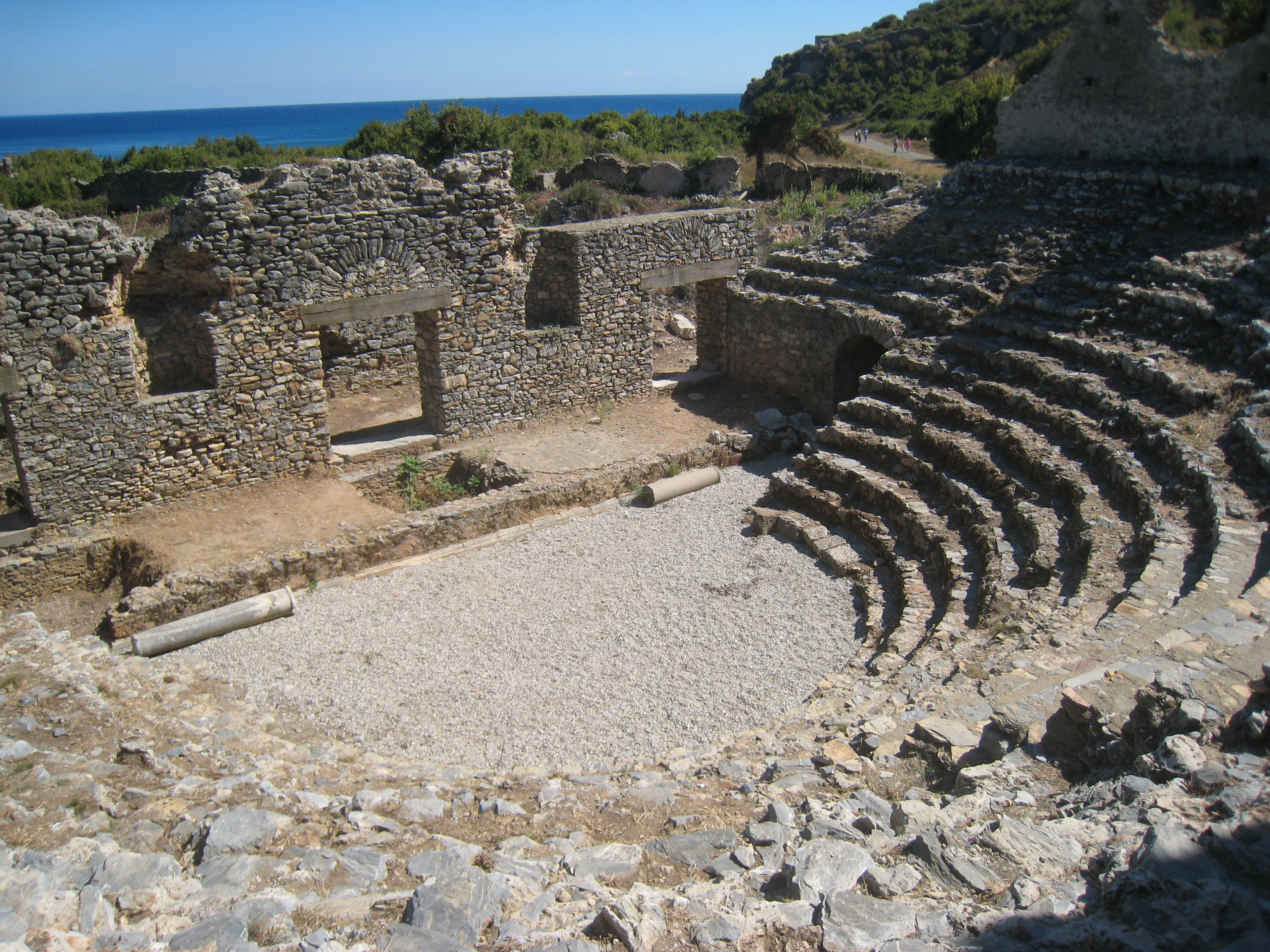
Il teatro di Anemurium.

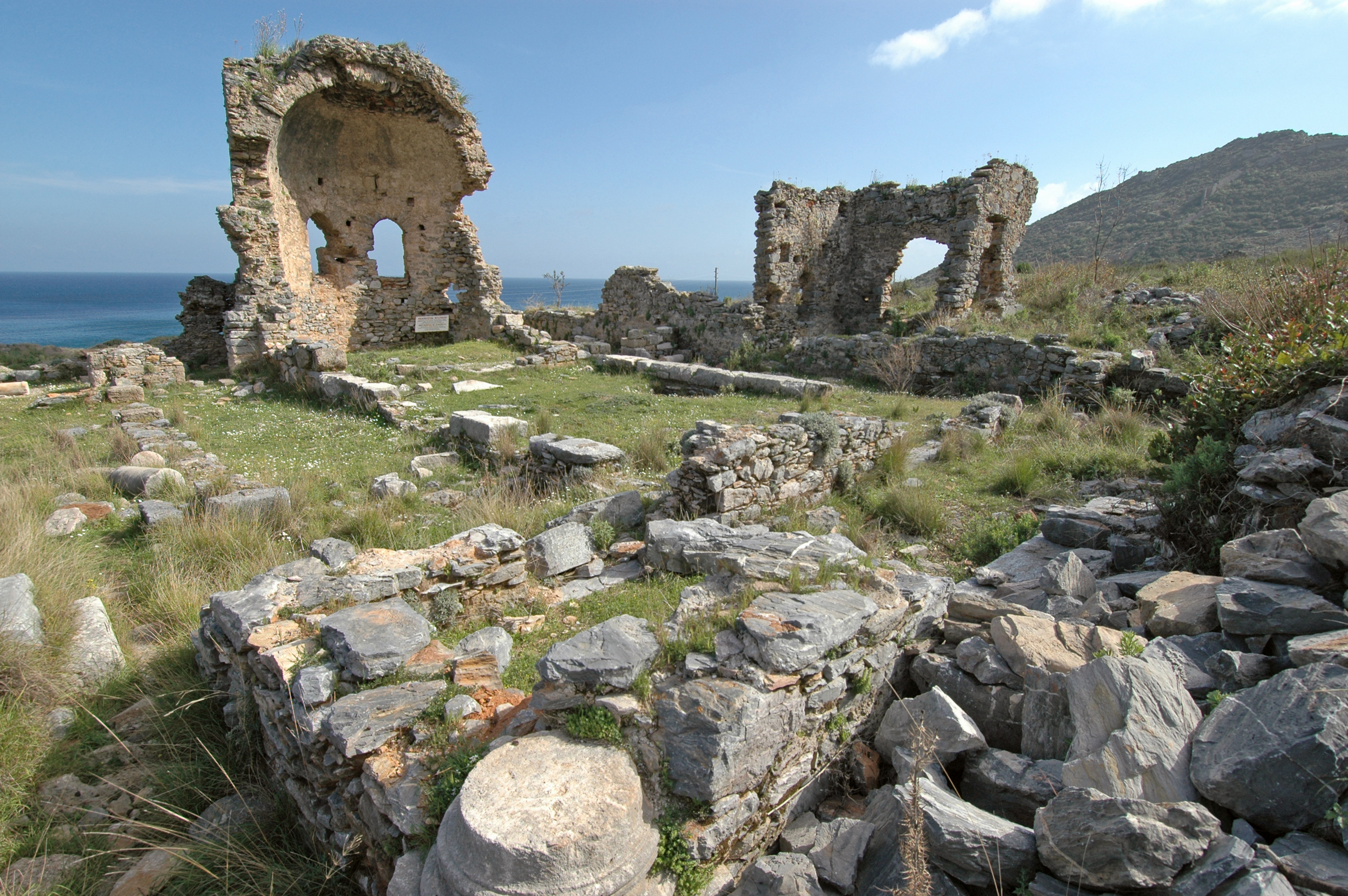
Resti di una chiesa bizantina.

La diocesi di Anemurio (in latino Dioecesis Anemurensis) è una sede soppressa del patriarcato di Antiochia e una sede titolare della Chiesa cattolica.

## Storia
Anemurio, identificabile con le rovine nei pressi di Anamur nel distretto omonimo in Turchia, è un'antica sede episcopale della provincia romana di Isauria nella diocesi civile d'Oriente. Faceva parte del patriarcato di Antiochia ed era suffraganea dell'arcidiocesi di Seleucia, come attestato da una Notitia episcopatuum del patriarcato datata al VI secolo.
Di questa antica diocesi sono noti solo quattro vescovi. Giacomo non partecipò al concilio di Calcedonia nel 451, dove si fece rappresentare dal metropolita Basilio di Seleucia. Eufronio sottoscrisse la lettera dei vescovi dell'Isauria all'imperatore Leone (458) in seguito all'uccisione del patriarca Proterio di Alessandria. Giovanni fu deposto dall'imperatore Giustino I nel 518 per la sua adesione al partito di Severo di Antiochia. Mamas partecipò al concilio in Trullo nel 691-692.
Per un certo periodo, dopo l'occupazione araba di Antiochia, l'Isauria fu annessa al patriarcato di Costantinopoli. La diocesi di Anemurio appare nelle Notitiae Episcopatuum di questo patriarcato nel X e nel XIII secolo.
Dal XVIII secolo Anemurio è annoverata tra le sedi vescovili titolari della Chiesa cattolica; la sede è vacante dal 18 giugno 1966.

## Cronotassi

### Vescovi greci
- Giacomo † (menzionato nel 451)
- Eufronio † (menzionato nel 458)
  - Giovanni † (? - 518 deposto) (vescovo monofisita)
- Mamas † (prima del 691 - dopo il 692)

### Vescovi titolari
- Christoph Ignaz von Gudenus † (20 marzo 1726 - 11 dicembre 1747 deceduto)
- Nicolò Gyvovich † (5 maggio 1749 - 13 novembre 1752 succeduto vescovo di Sirmio)
- Ludwig Hatteisen, O.S.B. † (2 ottobre 1758 - 3 aprile 1771 deceduto)
- Carlo Santacolomba † (19 dicembre 1785 - 13 luglio 1801 deceduto)
- Antonio Da Arrabida, O.F.M. † (9 aprile 1827 - 11 aprile 1850 deceduto)
- Henri Joseph Faraud, O.M.I. † (16 maggio 1863 - 26 settembre 1890 deceduto)
- Ricardo Isaza y Goyechea † (17 febbraio 1891 - 19 luglio 1918 nominato arcivescovo titolare di Stauropoli)
- Sofronio Hacbang y Gaborni † (8 novembre 1918 - 22 febbraio 1923 nominato vescovo di Calbayog)
- Luis María Martínez y Rodríguez † (8 giugno 1923 - 20 febbraio 1937 nominato arcivescovo di Città del Messico)
- Ottone Raible, S.A.C. † (18 giugno 1935 - 18 giugno 1966 deceduto)